# Прозапас Андрій Миколайович
Прозапас Андрій Миколайович (14 вересня 1987, с.Лапні, Ковельський район, Волинська область — 2 серпня 2023, с.Вільшана, Куп'янський район, Харківська область) — український військовий, доброволець, стрілець-санітар 14 ОМБР, 3 роти МПБ, Збройних сил України, учасник російсько-української війни. 
Спортсмен, футболіст, багаторазовий переможець і призер різних футбольних нагород.

## Короткий життєпис
Народився 14 вересня 1987 року на Волині в с.Лапні, Ковельського району. Коли Андрію виповнилось майже 4 роки, батьки переїхали на постійне місце проживання у м.Ковель, де він прожив все життя.
До дев'ятого класу навчався у Бахівській гімназії, де працювала його мама - Прозапас Галина Василівна і працює до сьогодні вчителем початкових класів. З дитинства захоплювався спортом, особливо футболом. Тому після  9 класу почав навчатися в Люблинецькому навчально-виховному комплексі «Загальноосвітня школа-інтернат І-ІІІ ступенів – ліцей» у класі із посиленою спортивною підготовкою. У шкільному віці неоднаразово брав участь у спортивних змаганнях і отримував призові місця, проявлявляючи неабиякий талант вправного футболіста.
Після школи вступає до Рівненського державного гуманітарного університету на педадогічний факультет, напрямок фізична культура та спорт. Паралельно брав участь у різних спортивних змаганнях, брав участь у футбольних турнірах.
Отримавши дипломи бакалавра і спеціаліста та маючи призовний вік, виконує свій військовий обов`язок у Військовій частині 3066 в/м №1, м.Київ.
Після року служби в армії у 2013 року одружився з Оленою Прозапас, разом виховували двоє дітей – Давида та Уляну.

## Спорт
Важливу роль у житті Андрія займав спорт, талант вправного футболіста проявлявся з дитинства.
Андрій є видатним футболістом у своєму регіоні, який здобув безліч нагород у своїй спортивній кар’єрі. Його професійні навички та талант в футболі викликали захоплення уболівальників та майже у кожній грі мали результат на футбольному полі. Його футбольна вправність відображається у численних призах та заслужених нагородах, що підкреслюють його винятковий внесок у світ футболу. Найвизначніші з них: Найкращий бомбардир у Чемпіонаті ковельського району з футболу у 2020 році, Найкращий бомбардир команди ХХІ ст. та інші. 

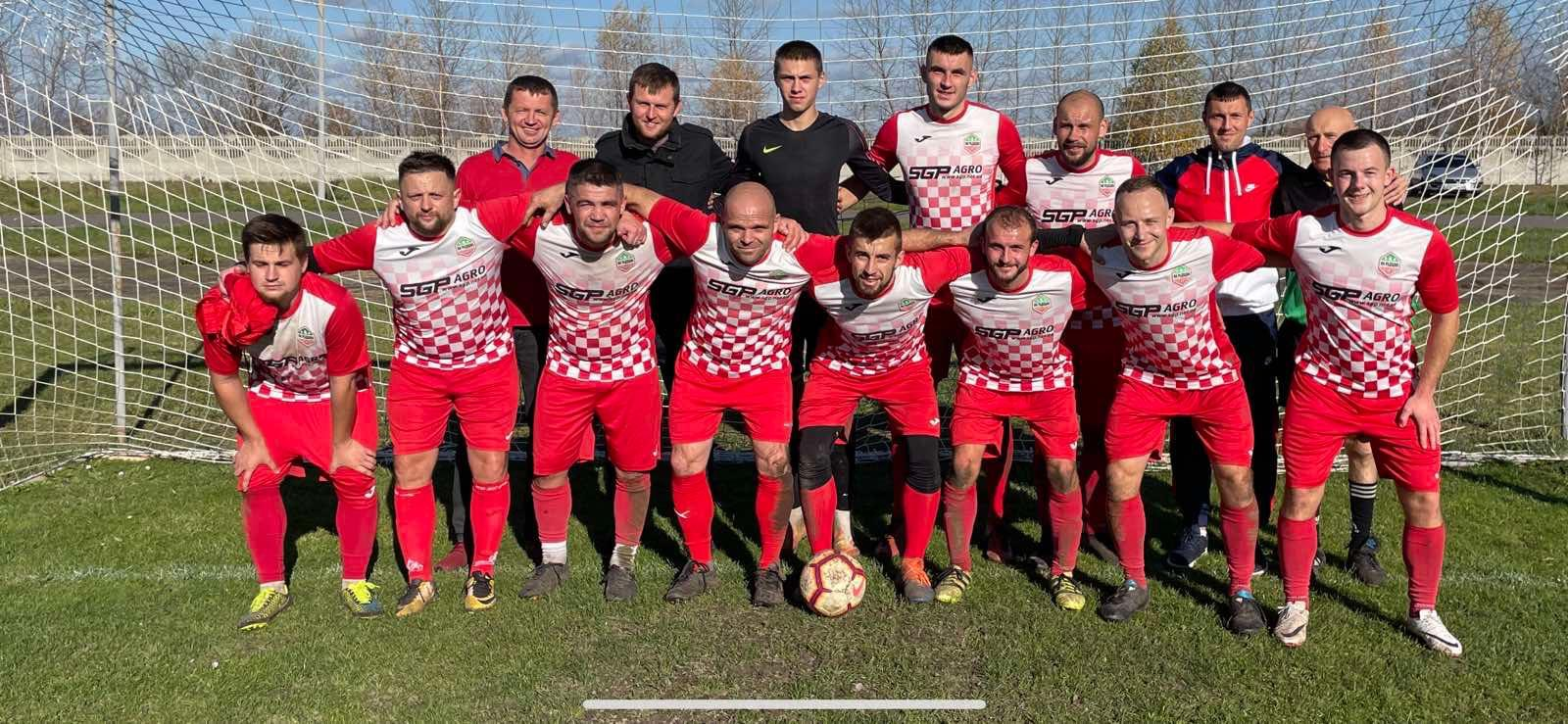
ФК "Радошин", 2022 рік.

Протягом життя грав у таких футбольних командах: ФК «Любомирка», ФК «Радошин», ФК «Люблинець», ФК «Ковель» та інші.
Андрій настільки любив футбол, що навіть проходячи реабілітацію після поранення у боях за Берестове (Донецька область), маючи медичні шпиці у руці та осколкові поранення, неодноразово брав участь у футбольних турнірах і отримував нагороди.

## Російсько-українська війна
З перших днів війни став на захист своєї країни. З 24 лютого 2022 р. у місцевому ТРО, з 5 березня 2022 р. у лавах ЗСУ.
Брав участь в обороні Миколаївської, Херсонської, Донецької, Луганської та Харківської областях. 
19 липня 2022 року отримав поранення під населеним пунктом Берестове (Бахмутський район, Донецька область. Пройшовши лікування, повернувся у лави захисників. 
За життя був нагороджений нагрудним знаком "Відзнакою Командира 14 ОМБР" та нагородою головнокомандувача Залужного "За взірцевість у військовій службі ІІ ступеня"
Не одне врятоване життя побратимів за плечима Андрія.

Загинув 2 серпня 2023 року, під час ворожого обстрілу в районі населеного пункту Вільшана, Куп’янського району, Харківської області.  
" Був одним з найвідважніших, сміливих та рішучих бійців нашої роти ", — кажуть побратими.
"... Андрюха Прозапас — ми з перших днів війни разом. БЕЗСТРАШНИЙ, вірний, веселий ... — Васильович, ви ж знаєте, все буде добре (ред. казав Андрій) ... він завжди йшов до кінця ... Ковель скоро зустріне Героя ... Ненависть розриває серце ...", — пише на своїй сторінці у FB командир Олександр Курсик.
"... Ти був добрим, щирим та завжди усміхненим. Така втрата — неймовірний біль ... Навіки в строю ... " , — пише в соціальних мережах волонтер Оксана Куценко.
" Сумна звістка для нас всіх. На війні під Купʼянськом загинув герой Прозапас Андрій. Найкращий бомбардир команди 21 століття. Слів немає. Ти був чудовою людиною. Спочивай з миром. Ми будемо памʼятати …", — повідомили у ФК "Радошин".

## Військові нагороди
- Нагрудний знак "Відзнака Командира 14 окремої механізованої бригади імені князя Романа Великого" (бої за Снігурівку, Миколаївська область)

- Нагрудний знак, нагорода головнокомандувача Валерія Залужного "За взірцевість у військовій службі ІІ ступеня" (бої за Берестове, Донецька область)
- Орден «За мужність» III ступеня[10].
- Князівський хрест Героя «Навіки в строю»

## Вшанування пам'яті
- Всеукраїнський патріотичний забіг «Шаную воїнів, біжу за Героїв України» на честь загиблих героїв у ковельській територіальній громаді (м.Ковель, 17.09.2023)[11]
- Дипломати Посольства України в Чехії долучилися до «Найдовшого у світі марафону» — благодійний забіг підтримки та вдячності героям, які наближають перемогу України, Проєкт «Найдовший у світі марафон» створений  за підтримки Нової пошти та Міністерство закордонних справ України / MFA of Ukraine (28.11.23)[12]
- Меморіальна дошка у школі, де вчився Андрій
- Розміщення фото Героїв, які полягли за Україну, на кубах у місцях вшанування памʼяті у м.Ковель [13]

## Окремі факти
- Дід Андрія – Прозапас Йосип Матвійович, учасник та активний діяч Української повстанської армії (УПА), відбував декілька років заслання у таборах радянської влади за повстанську боротьбу за незалежність і любов до України. Там він познайомився із бабусею Тетяною, яка теж була у засланні радянських катів. Згодом вони одружилися і повернулися на Волинь, де прожили до старості.
- Незадовго до трагічного дня, Андрій взяв на виховання цуценя у місцевих жителів прифронтового Куп'янська, назвав його "Хімарс". Після смерті, дружина Андрія забрала цуценя додому у Ковель, врятувавши від ймовірної трагічної долі.
- Найбільшою цінністю у житті Андрія була його сімʼя. Через це у перші дні війни він став на захист країни. А, головне, хотів, щоб його сімʼя ніколи не бачила того жаху, що йому довелося пережити за майже півтора роки перебування на нульових позиціях.
- Побратими Андрія неодноразово розповідали про вчинені героїчні подвиги у боях і врятовані життя побратимів.